# Mairie de Tampere
La  Mairie de Tampere (en finnois : Tampereen Raatihuone) est un bâtiment situé dans le quartier de Tammerkoski  sur la place centrale de Tampere en Finlande,.

## Histoire
L'hôtel de ville de style néo-Renaissance conçu par Georg Schreck a été achevé en 1890. 
Le bâtiment somptueux comprend plusieurs salles et la ville y organise divers événements. 
Durant la révolution russe de 1905, le Manifeste rouge (fi) fut lu depuis le balcon de l'hôtel de ville de Tampere.
Le premier hôtel de ville construit sur le même site était un bâtiment en bois d'un étage, achevé en 1802.
Des étals de marché furent construits sur le même terrain dans les années 1830, et furent détruits par un incendie en 1878. 
Un concours d'architectes fut organisé pour le nouveau bâtiment. en 1885, que Georg Schreck a gagné.
Les travaux de construction commencèrent en 1887 et le bâtiment fut inauguré le 8 janvier 1890. Le bâtiment abritait autrefois le conseil municipal de Tampere, la chambre de commerce, le bureau de la magistrature et la cour d'appel. Le conseil municipal  quitté le bâtiment dans les années 1920. 
L'hôtel de ville a été rénové en tant qu'espace représentatif de la ville dans les années 1960 et a depuis été restauré à plusieurs reprises.
Le bâtiment est protégé par le plan d'urbanisme depuis 1995.
Des ailes supplémentaires ont également été construites en bordure de Kauppakatu et d'Hämeenkatu.
Le bâtiment de trois étages de l'aile de Kauppakatu était initialement utilisé comme hôtel de ville, puis par la police. 
L'aile à deux étages faisant face à Hämeenkatu abritait, entre autres, la prison municipale et la salle technique des pompiers volontaires  de Tampere.
Ces bâtiments ont été démolis en 1964 et l'actuel bâtiment commercial Kauppa-Häme a été construit à leur place. 
Dans les années 1970, les pieux en bois et les charpentes en rondins des fondations de la mairie ont commencé à pourrir, provoquant l'effondrement de la mairie. 
Les fondations ont donc été renforcées par des pieux en béton. 
L'hôtel de ville a été rénové et restauré pour la dernière fois en 2003-2004.